# The Artemis Fowl Files
The Artemis Fowl Files is een speciaal boek uit de Artemis Fowl-serie van de Ierse schrijver Eoin Colfer. Het boek is namelijk geen nieuw verhaal in de reeks, maar geeft de lezer in plaats daarvan een kijkje achter de schermen in de fictieve wereld uit de verhalen.
Er staat onder meer een verhaal in over de inwijding van Julius Root (de commandant van de ElfBI), de elfencode, het gnomische alfabet, feiten en weetjes over de verschillende soorten personages. In het boek is ook een rapport van Artemis Fowl II te vinden, evenals een Elfenquiz, de transportlocaties van de elfen, Foaly's uitvindingen, puzzels, en het verhaal. Ten slotte bevat het boek interviews met Artemis Fowl II, Holly Short, Butler, Turf Graafmans, Foaly, Julius Root en Eoin Colfer en een herdruk van het korte verhaal Artemis Fowl: De zevende dwerg.